# Георги Шпагин
Георги Семьонович Шпагин е руски съветски оръжеен конструктор. Депутат във Върховния съвет на СССР.

## Биография
Роден е в село Клюшниково (дн. Ковровски район, Владимирска област), Руска империя на 29 април 1897 г. Като младеж работи като шофьор. През 1916 г. е призован в армията, където усвоява оръжейното дело. Постъпва на работа в оръжеен завод (1920), където работи под ръководството на Владимир Фьодоров. От 1922 г. Шпагин вече работи като конструктор.

## Постижения
Успешно модифицира автомат ППД в танков автомат. През 1938 г., съвместно с Василий Дегтярьов, създава голямокалибрената картечница ДШК.
Най-голямото постижение на младия конструктор обаче е легендарният картечен пистолет ППШ-41 образец 1941 година, който става основно оръжие на Червената армия във Великата отечествена война.

## Награди
- Лауреат на Сталинска премия (1941)
- Лауреат на Държавна премия на СССР (1941)
- Герой на социалистическия труд на СССР (1945)